# Сосновка (Звениговський район)
Сосно́вка (рос. Сосновка, марій. Сосновка) — присілок у складі Звениговського району Марій Ел, Росія. Входить до складу Красноярського сільського поселення.

## Населення
Населення — 427 осіб (2010; 440 у 2002).
Національний склад (станом на 2002 рік):
- марі — 98 %